# Ichneumon stigmatorius
Ichneumon stigmatorius är en stekelart som beskrevs av Zetterstedt 1838. Ichneumon stigmatorius ingår i släktet Ichneumon och familjen brokparasitsteklar. Arten är reproducerande i Sverige. Inga underarter finns listade i Catalogue of Life.